# Tipula (Pterelachisus) carinifrons
Tipula (Pterelachisus) carinifrons is een tweevleugelige uit de familie langpootmuggen (Tipulidae). De soort komt voor in het Palearctisch en Nearctisch gebied.